# 塔玛拉克 (佛罗里达州)
塔玛拉克（英語：Tamarac），是美国佛罗里达州布勞沃德縣下属的一座城市。建立于1963年。面积约为30.8平方公里（约合11.9平方英里）。根据2010年美国人口普查，该市有人口60,427人。论人口在本州排行第39。